# Huizaches
Huizaches är en ort i Mexiko.   Den ligger i kommunen Pihuamo och delstaten Jalisco, i den södra delen av landet, 500 km väster om huvudstaden Mexico City. Huizaches ligger 553 meter över havet och antalet invånare är 149.
Terrängen runt Huizaches är varierad. Runt Huizaches är det glesbefolkat, med 18 invånare per kvadratkilometer. Närmaste större samhälle är Pihuamo, 14,2 km nordost om Huizaches. I omgivningarna runt Huizaches växer huvudsakligen savannskog.